# WARABEST〜THE BEST OF 童子-T〜
『WARABEST〜THE BEST OF 童子-T〜』（ワラベスト・ザー・ベスト・オブ・ドウジティ）は、日本のヒップホップソロMCである童子-Tのメジャー1枚目のベスト・アルバム。発売元は、ユニバーサルミュージック。

## 収録曲
1. Intro
2. better days（ft.加藤ミリヤ,田中ロウマ） 
  - 作詞・作曲：童子-T
3. Sky Triple Dancing（ft.LITTLE）
  - 作詞・作曲：童子-T
4. 少年A
5. 世界はおまえの手に
  - 作曲：813
6. MARK YOURSELF
  - 作詞・作曲：童子-T
7. 勝利の女神（ft.加藤ミリヤ）
  - 作詞：童子-T / 作曲：Shigo.S
8. In-mail（ft.千輪）
  - 作曲：813
9. 蜃気楼 第二章
  - 作詞：童子-T / 作曲：アパッチ田中
10. 言葉はじくプロ
  - 作詞：童子-T / 作曲：村山晋一郎
11. 0時過ぎのシンデレラ
12. Di Di Di
  - 作詞：童子-T / 作曲：石嶋和雄
13. 実りある人生を
  - 作詞・作曲：童子-T